# Stankonia
Stankonia is het vierde studioalbum van het Amerikaanse hiphopduo Outkast. Het werd uitgebracht op 31 oktober 2000 door LaFace Records en Arista Records. Het album werd opgenomen in de recentelijk door het duo aangekochte opnamestudio in Atlanta, Stankonia Studios, wat resulteerde in minder tijd- en opnamebeperkingen, en bevatte productiewerk van Earthtone III (een productieteam bestaande uit Outkast en Mr. DJ) en de vaste samenwerkingspartners Organized Noize.
Als opvolger van hun album Aquemini uit 1998 werkte het duo aan het creëren van een uitgebreide en experimentele muzikale esthetiek, waarbij een divers scala aan stijlen werd verwerkt, waaronder funk, ravemuziek, psychedelica, gospel en rock binnen een op Dirty South gerichte hiphopcontext. Tijdens de opnamesessies begon André 3000 zich te bewegen buiten de traditionele rap om, ten gunste van een meer melodieuze vocale stijl, een aanpak waar Big Boi en verschillende andere producers aanvankelijk niet aan gewend waren. Tekstueel behandelde het duo een breed scala aan onderwerpen, waaronder seksualiteit, politiek, vrouwenhaat, Afro-Amerikaanse cultuur, ouderschap en introspectie. Stankonia bevatte optredens van een verscheidenheid aan lokale muzikanten die door de groep waren ontdekt tijdens hun bezoeken aan clubs in hun geboortestad Atlanta, Georgia.
Stankonia ontving bij de release unaniem lovende kritieken van muziekcritici en wordt sindsdien door velen beschouwd als een van de beste hiphopalbums aller tijden. Het album debuteerde op nummer twee in de Billboard 200-hitlijst en verkocht in de eerste week meer dan 530.000 exemplaren. Het album werd ondersteund door drie singles: "B.O.B", "Ms. Jackson" en "So Fresh, So Clean"; "Ms. Jackson" werd de eerste single van de groep die nummer één bereikte in de Billboard Hot 100. Tijdens de 44e jaarlijkse Grammy Awards won Outkast Best Rap Album voor Stankonia en Best Rap Performance by a Duo or Group voor "Ms. Jackson". In 2003 werd het album op nummer 359 geplaatst op de lijst van Rolling Stone van de "500 Greatest Albums of All Time", 361 in een herziening uit 2012 steeg het album naar plek 64. Een heruitgave van het album voor het 20-jarig jubileum met niet eerder uitgebrachte remixes werd uitgebracht op 30 oktober 2020.